# Hotel dla psów
Hotel dla psów (ang. Hotel for Dogs) – amerykański film komediowy. Jest to adaptacja powieści Lois Duncan pod tym samym tytułem.
W weekend otwierający emisję w Stanach Zjednoczonych wpływy z biletów wyniosły 17 012 212 dolarów amerykańskich.

## Fabuła
Andi (Emma Roberts) i Bruce (Jake T. Austin) są rodzeństwem. W tajemnicy przed opiekunami (Lisa Kudrow i Kevin Dillon) ukrywają swojego psa o imieniu Piątek. W końcu postanawiają znaleźć mu nowy dom. Pewnego dnia Piątek ucieka do starego, opuszczonego hotelu, w którym mieszka już kilka bezdomnych psów : Georgia, Lenny i wiele innych. Gdy Andi i Bruce dowiadują się o tym, pozwalają swojemu pupilowi zostać tam i ukrywają to przed opiekunami. Gdy okazuje się, że trzy inne psy (Cooper, Romeo i Shep) potrzebują nowego domu, Andi przygarnia je, a Bruce adoptuje znalezionego na ulicy dobermana. Kiedy policja dowiaduje się o istnieniu hotelu, łapie psy i zamyka je w schronisku, a Andi i Bruce zostają rozdzieleni. Ratuje ich Piątek, który łączy rodzeństwo, a ono - z jego pomocą - uwalnia wszystkie psy. Policja i hycle nadal ich ścigają. Gdy Piątek, a za nim reszta psów, kieruje się do hotelu ścigający uznają, że opuszczony hotel to dobry dom dla nich. A na końcu rodzeństwa zostaje adoptowane.

## Obsada
- Emma Roberts – Andi
- Jake T. Austin – Bruce
- Don Cheadle – Bernie
- Troy Gentile – Mark
- Kyla Pratt – Heather
- Johnny Simmons – Dave
- Lisa Kudrow – Lois Scudder
- Kevin Dillon – Carl Scudder
- Ajay Naidu – ACO Jake
- Yvette Nicole Brown – Panna Camwell

## Wersja polska
Reżyseria: Elżbieta Kopocińska-Bednarek
Dialogi polskie: Anna Niedźwiecka
Dźwięk i montaż: Janusz Tokarzewski
Kierownictwo produkcji: Dorota Nyczek
Obsada:
- Joanna Kudelska – Andi
- Krzysztof Bednarek – Bruce
- Jonasz Tołopiło – Dave
- Julia Jędrzejewska – Heather
- Mateusz Narloch – Mark
- Elżbieta Jędrzejewska – Lois
- Jarosław Boberek – Carl
- Tomasz Steciuk – Bernie
- Joanna Węgrzynowska – Carol
- Denis Brzeziński
- Dariusz Błażejewski
- Małgorzata Czarnota-Bojarska
- Mikołaj Klimek
- Julia Kołakowska
- Ilona Kucińska
- Julia Kunikowska
- Cezary Kwieciński
- Adam Pluciński
- Jan Rotowski
- Wojciech Rotowski
- Dominika Sell
- Konstanty Skarżyński
- Paweł Szczesny
- Jakub Szydłowski
- Anna Ułas
- Janusz Wituch
- Krzysztof Wójcik